# Fécule

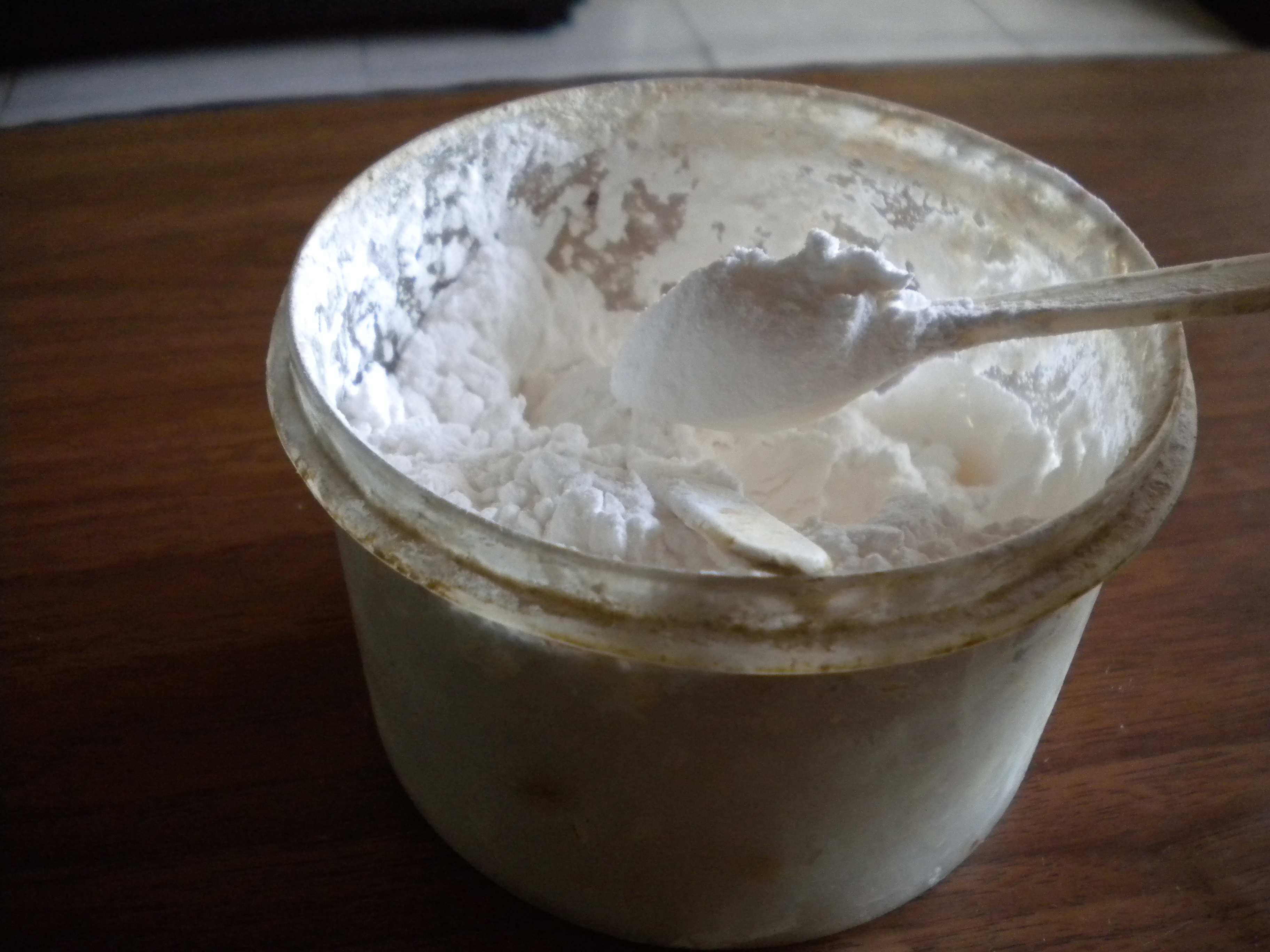
Fécule de pomme de terre.

La fécule ou amidon est une poudre amylacée et pulvérulente, extraite de divers organes végétaux, comme les céréales, les tubercules et les rhizomes. Ses propriétés gélifiantes sont exploitées pour modifier la texture des aliments. La fécule contient essentiellement des glucides et seulement des traces de protéines, de matière grasse et de fibres.
Le mot vient du grec (signifiant « lie »), qui a donné le bas-latin fæcula.

## Diverses fécules
- Arrow-root ou fécule de Toloman, à base de rhizomes ou de bulbes de plantes tropicales
- Fécule de pomme de terre
- Sagou, à base de la moelle de divers palmiers
- Tapioca, à base de racines de manioc
- Racine de fleur de lotus ou racine de Nelumbo nucifera
- Fécule de maranta
- Fécule de blé tendre